# Ковзанярський спорт на зимових Олімпійських іграх 1928
Змагання з ковзанярського спорту на зимових Олімпійських іграх 1928 відбулися 13 і 14 лютого на Олімпійській ковзанці в Санкт-Моріці (Швейцарія). Заплановано було розіграти 4 комплекти нагород, але на дистанції 10000 метрів їх не вручали, бо змагання не завершились через танення льоду. Змагання в багатоборстві, які проводили тільки 1924 року, прибрали з програми.

## Таблиця медалей
| Місце              | Країна             | Золото | Срібло | Бронза | Загалом |
| ------------------ | ------------------ | ------ | ------ | ------ | ------- |
| 1                  | Норвегія           | 2      | 1      | 3      | 6       |
| 2                  | Фінляндія          | 2      | 1      | 1      | 4       |
| 3                  | США                | 0      | 0      | 1      | 1       |
| Загалом (3 збірні) | Загалом (3 збірні) | 4      | 2      | 5      | 11      |

## Чемпіони та призери
| Дисципліна   | Золото                                 | Золото                                 | Срібло                                 | Срібло                                 | Бронза                                 | Бронза                                 |
| ------------ | -------------------------------------- | -------------------------------------- | -------------------------------------- | -------------------------------------- | -------------------------------------- | -------------------------------------- |
| 500 метрів   | rowspan=3\|43,4                        | не вручали                             | не вручали                             | rowspan=3\| 43,6                       |                                        |                                        |
| 500 метрів   | Клас Тунберг · Фінляндія               | не вручали                             | не вручали                             | Яакко Фріман · Фінляндія               |                                        |                                        |
| 500 метрів   | Клас Тунберг · Фінляндія               | не вручали                             | не вручали                             | Роальд Ларсен · Норвегія               |                                        |                                        |
| 1500 метрів  | Клас Тунберг · Фінляндія               | 2:21.1                                 | Бернт Евенсен · Норвегія               | 2:21.9                                 | Івар Баллангруд · Норвегія             | 2:22.6                                 |
| 5000 метрів  | Івар Баллангруд · Норвегія             | 8:50.5                                 | Юліус Скутнабб · Фінляндія             | 8:59.1                                 | Бернт Евенсен · Норвегія               | 9:00.1                                 |
| 10000 метрів | Змагання скасовано через танення льоду | Змагання скасовано через танення льоду | Змагання скасовано через танення льоду | Змагання скасовано через танення льоду | Змагання скасовано через танення льоду | Змагання скасовано через танення льоду |

## Країни-учасниці

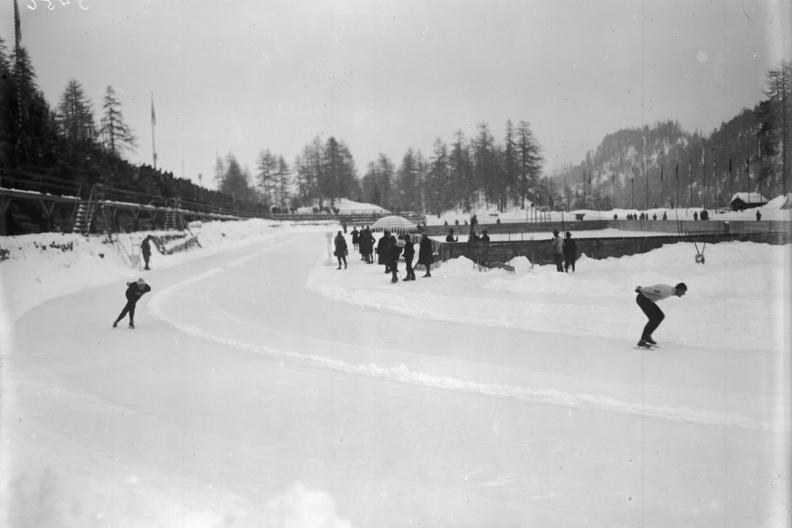
Заїзд на 5000 метрів між Армандом Карлсеном (ліворуч) і Ергардом Майке (праворуч).

У змаганнях з ковзанярського спорту на Олімпійських іграх у Санкт-Моріці взяли участь 40 спортсменів з 14-ти країн:
- Австрія (3)
- Канада (3)
- Естонія (2)
- Фінляндія (6)
- Франція (2)
- Німеччина (3)
- Велика Британія (3)
- Угорщина (1)
- Латвія (1)
- Литва (1)
- Нідерланди (2)
- Норвегія (8)
- Швеція (1)
- США (4)